# Samobor
Samobor è una città della Croazia situata nella regione di Zagabria ai piedi del Parco naturale Žumberak-Samoborsko gorje a poca distanza dal confine con la Slovenia.
La prima citazione della città risale al 1242, attualmente il centro storico è una meta turistica per i suoi numerosi edifici barocchi.

## Amministrazione

### Gemellaggi
- Parabiago, dal 2010